# Байрак (Татарстан)
Байрак — деревня в Заинском районе Татарстана. Входит в состав Бегишевского сельского поселения.

## География
Находится в восточной части Татарстана на расстоянии приблизительно 17 км на север по прямой от районного центра города Заинск.

## История
Основана в 1926 году выходцами из села Керекес. В советское время работали колхозы «Байрак»,"Урай","Алга", позднее СПК «Алга».

## Население
Постоянных жителей было: в 1949—125, в 1958—102, в 1970 — 74, в 1979 — 57, в 1989 — 21, в 2002 — 10 (татары 100 %), 9 в 2010.